# NTTクレド
NTTクレド（エヌ・ティ・ティ　クレド）は、以前存在した。NTTの遊休地を活用するために設立されたデベロッパー。1999年（平成11年）4月に、他の地域会社5社と共にNTT都市開発と合併した。

## 概要
当時の『NTT中国支社』（現『NTT西日本中国事業本部 』）が、1989年（平成元年）7月11日に『エヌ・ティ・ティ・中国不動産株式会社』として設立することを発表。同月20日に会社設立。翌8月1日より営業を開始した。当時、NTTが各地に設置していた不動産会社では8番目の設立になった。
資本金は6億6600万円で、NTTが全額出資。本社はNTT基町ビルに置き、事業内容は『NTTに関する不動産の取得や設計・施工・ビル管理など』。設立目的は『保有資産の有効活用』とした。当初の社員数は25人で、1994年（平成6年）度までに300人を予定。社長は、当時のNTT中国支社長が就任した。
当面は『NTT基町ビル』（広島県広島市中区基町・現『NTTクレド基町ビル』）、『中国資材センター跡地』（広島県広島市中区東白島町・現『NTTクレド白島ビル』）、『岡山中営業所』（岡山県岡山市北区中山下1丁目・現『NTTクレド岡山ビル』）、『山口配送センター跡地』（山口県山口市葵1丁目）の4ヶ所を事業展開するとした。
NTT中国不動産として1施設目になる、後日『NTTクレド白島ビル』になる施設を1990年（平成2年）9月に着工し1992年（平成4年）4月に開業。2施設目は、後日『NTTクレド基町ビル』になる施設を1991年（平成3年）3月に着工し1994年（平成6年）4月に開業。3施設目は、後日『NTTクレド岡山ビル』になる施設も1997年（平成9年）春に着工し1999年（平成11年）2月に開業させた。
名称の『クレド』は、『NTT中国不動産』の英社名『"Chugoku Real Estate Development"』（訳・中国地区の不動産開発）の頭文字より取られた。
名称の利用は、『NTTクレド白島ビル』完成時の施設名に『NTT-CRED白島ビル』と名付けた時から使われ、後に完成する『NTTクレド基町ビル』でも施設名として使われた。そして、社名も1994年（平成6年）に『株式会社エヌ・ティ・ティ・クレド』に変更された。
本社所在地は、当初は広島市中区基町6-77に置かれたが、1992年（平成4年）に『NTTクレド白島ビル』がある広島市中区東白島町14-15に移動。1994年（平成6年）に、広島市中区上八丁堀6-65に移された。そして、当初本社が置かれた広島市中区基町6-77に再度移された。
1999年（平成11年）4月にデベロッパーの『NTTクレド』は、他の地域会社4社（『NTT東海不動産株式会社』・『NTT関西建物株式会社』・『NTT九州不動産株式会社』・『株式会社NTT北海道エステート』）と共に『NTT都市開発』に吸収合併され、現在施設に関してはNTT都市開発の管理となっている。吸収合併後も『クレド』は施設名として使われている。

### 年表
- 1989年（平成元年）7月11日 - NTT中国支社が『エヌ・ティ・ティ・中国不動産』の設立を発表
- 1989年（平成元年）7月20日 - 『エヌ・ティ・ティ・中国不動産株式会社』として会社設立。本社所在地は広島市中区基町6-77
- 1989年（平成元年）8月1日 - 営業開始
- 1990年（平成2年）9月 - 『NTTクレド白島ビル』着工
- 1991年（平成3年）3月 - 『NTTクレド基町ビル』着工
- 1992年（平成4年）4月17日 - 『NTTクレド白島ビル』開業
- 1992年（平成4年）中 - 本社所在地を『NTTクレド白島ビル』がある広島市中区東白島町14-15に移す
- 1994年（平成6年）4月22日 - 『NTTクレド基町ビル』商業棟開業
- 1994年（平成6年）4月25日 - 『NTTクレド基町ビル』宿泊棟開業
- 1994年（平成6年）中  - 会社名を『エヌ・ティ・ティ・中国不動産株式会社』から『株式会社エヌ・ティ・ティ・クレド』に社名変更
- 1994年（平成6年）中 - 本社所在地を広島市中区上八丁堀6-65に移す
- 1996年（平成8年）中 - 本社所在地を広島市中区基町6-77に再度移す
- 1997年（平成9年）春 - 『NTTクレド岡山ビル』着工
- 1999年（平成11年）2月 - 『NTTクレド岡山ビル』開業
- 1999年（平成11年）4月1日 - 他の地域会社4社と共に『NTT都市開発』に合併

## 施設
以下の3施設が整備され、営業している。
また『山口配送センター跡地』（山口県山口市葵1丁目）も、1992年（平成4年）4月にスポーツセンター『ハロースポーツプラザ山口』が整備された。その後、コナミスポーツ&ライフに他の4施設と合わせて営業譲渡された。
そのほか1998年（平成10年）に『ヘルシーネット』が広島市南区宇品に整備された。
| 正式名称          | 愛称               | 所在地                        | 着工                 | 竣工                  | 前利用目的           |
| ----------------- | ------------------ | ----------------------------- | -------------------- | --------------------- | -------------------- |
| NTTクレド白島ビル | 白島キューガーデン | 広島県広島市中区東白島町14-15 | 1990年（平成2年）9月 | 1992年（平成4年）4月  | 中国資材センター跡地 |
| NTTクレド基町ビル | 基町クレド         | 広島県広島市中区基町6-78      | 1991年（平成3年）3月 | 1994年（平成6年）3月  | NTT基町ビル          |
| NTTクレド岡山ビル | クレド岡山         | 岡山県岡山市北区中山下1-8-45  | 1997年（平成9年）春  | 1999年（平成11年）2月 | 岡山中営業所         |

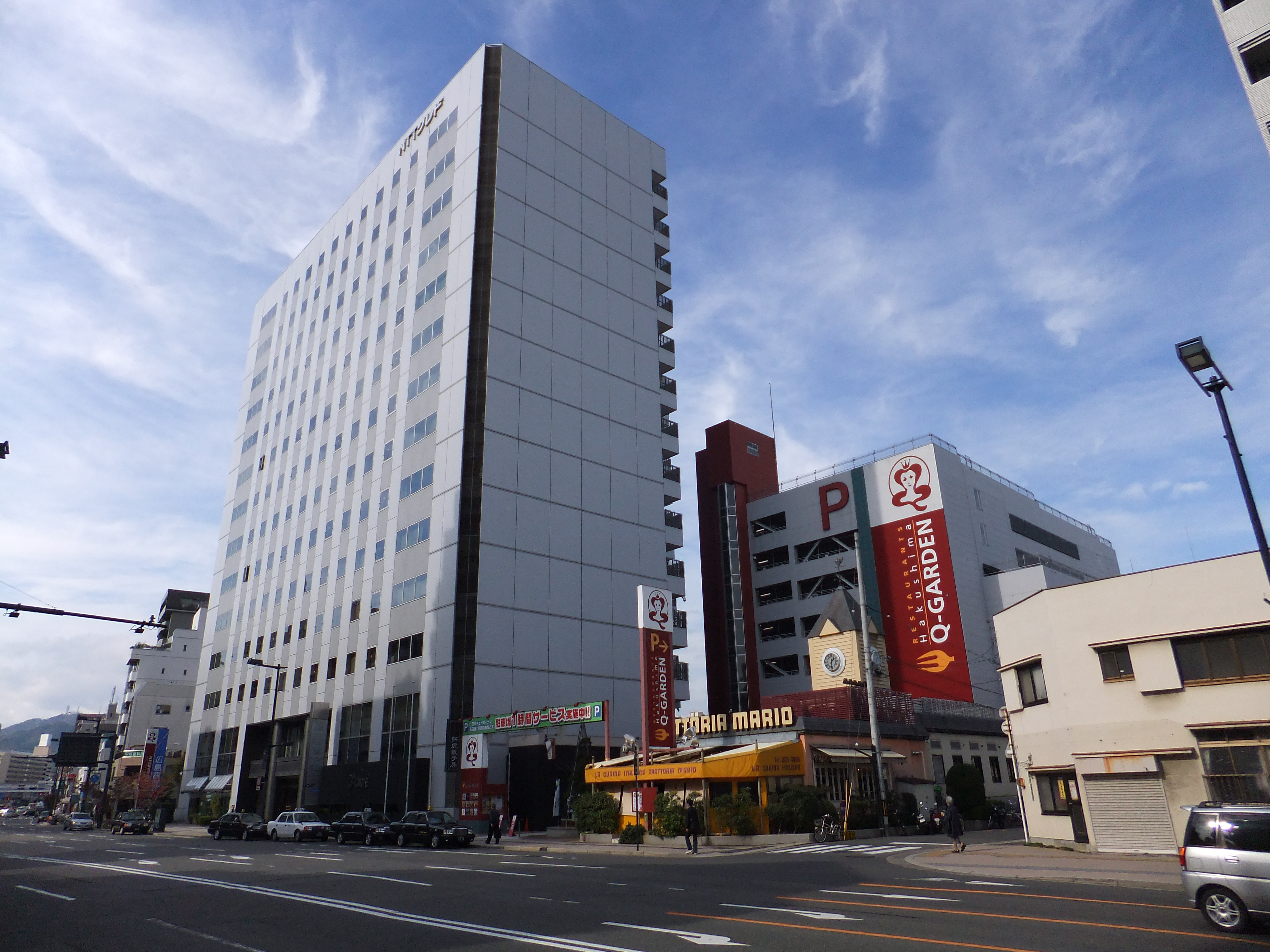
白島キューガーデン
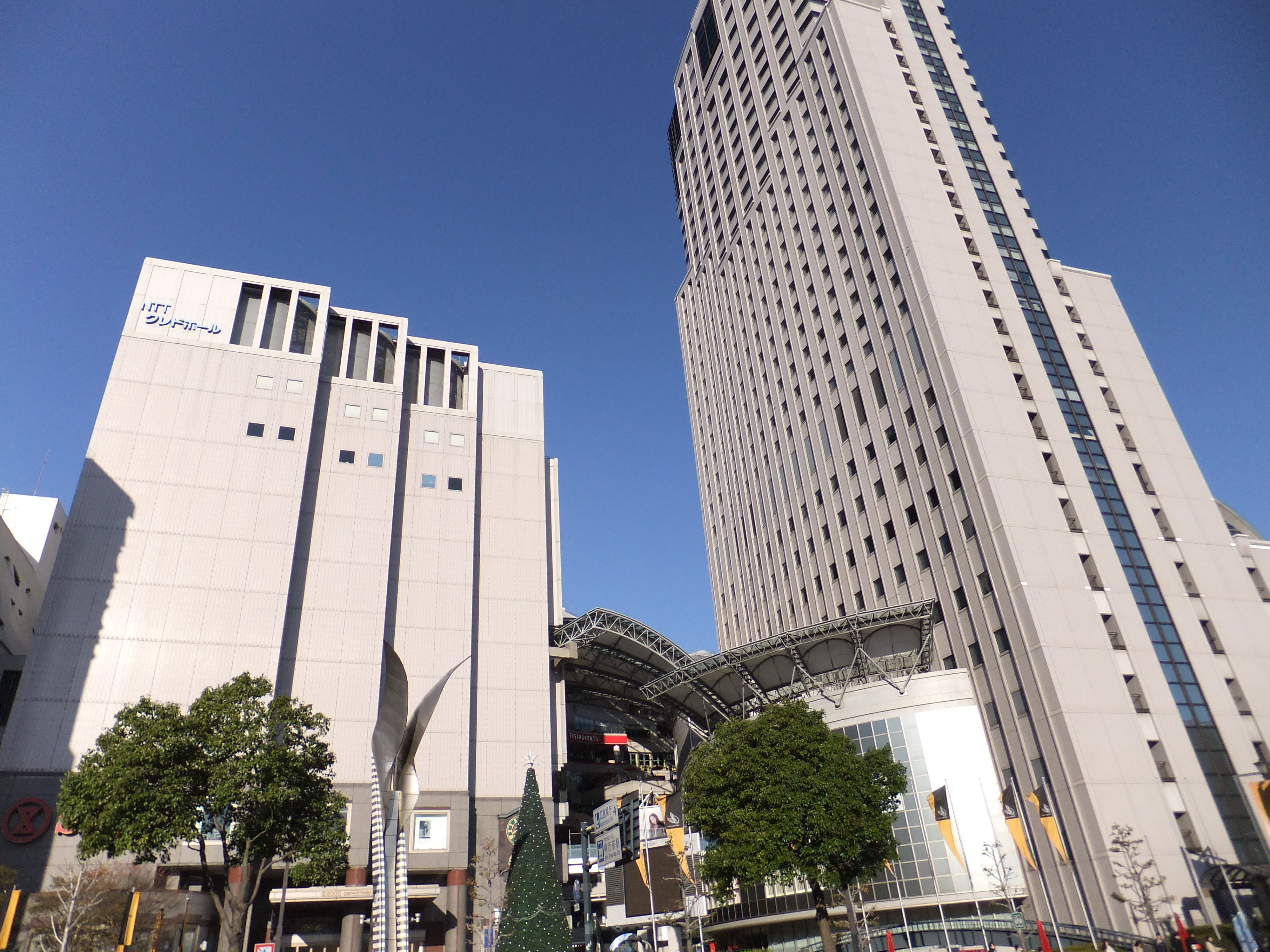
基町クレド
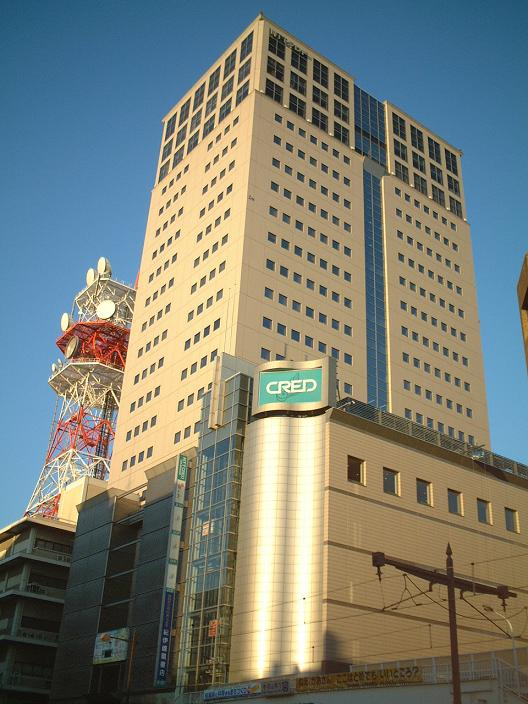
クレド岡山

## 参考書籍
- 『広島会社手帳』（広島経済リポート編、株式会社広島経済研究所） 各バックナンバー
- 『広島企業年鑑』（株式会社経済リポート）各バックナンバー
- 『中国新聞』（中国新聞社）各バックナンバー